# Beth (Lied)
Beth ist der Titel einer Single der US-amerikanischen Hard-Rock-Band Kiss, die im September 1976 veröffentlicht wurde und es bis auf Platz sieben der Billboard Hot 100 schaffte. Der Song, der vom Album Destroyer stammte, hielt sich 21 Wochen in den Charts und war der bis dahin größte kommerzielle Erfolg der Band.

## Entstehung
Peter Criss, Schlagzeuger bei KISS, hatte zwischen 1970 und 1972 zusammen mit Stan Penridge in der Band Lips gespielt und mit Penridge zahlreiche Songs geschrieben. Einer dieser Titel hieß Beck. Der Text entstand, nachdem Penridge einfach die Antworten des Gitarristen Mike Brand aufschrieb, die dieser seiner Frau Becky am Telefon gab, wenn sie während der Chelsea-Proben anrief und ihn aufforderte, nach Hause zu kommen und nicht so viel Zeit mit den Bandkollegen zu verbringen. Während der Arbeiten für Destroyer brachte Criss den Titel ein, stieß jedoch auf geringe Resonanz. Bob Ezrin bearbeitete den Titel mit Criss; gemeinsamen änderten sie den Text und orchestrierten das Lied.
Vom Album Destroyer, das im März 1976 veröffentlicht worden war, waren bis September 1976 bereits drei Singles ausgekoppelt worden, die allesamt nicht die Erwartungen erfüllten, die Band und Management nach der Zusammenarbeit mit dem Produzenten Bob Ezrin gehabt hatten. Es handelte sich um die Titel Shout It out Loud (März, Platz 31), Flaming Youth (Juni, Platz 74) und Detroit Rock City (September, Platz 44). Beth befand sich auf der B-Seite von Detroit Rock City. Nachdem Radio-DJs die Ballade verstärkt spielten, reagierte die Plattenfirma, Casablanca Records sehr schnell, veröffentlichte den Titel als Single, und das Lied gelangte in die Top Ten der Billboard Hot 100.
Beth wurde ins Liveprogramm von Kiss aufgenommen; Criss sang den Titel zu einem Playback, da es kein bandtaugliches Arrangement des Titels gab. Erst 1995, als Kiss bei MTV Unplugged auftrat, wurde das neu arrangierte Lied von der Gruppe selbst gespielt. Wenige Jahre lang wurde der Titel bei Live-Shows von KISS von der ganzen Gruppe mit akustischen Instrumenten gespielt und von Eric Singer gesungen.

## Coverversionen
Technisch gesehen wurde Beth mehrfach gecovert, allerdings immer von Künstlern, die mit der Entstehung des Songs zu tun hatten: Als Kiss 1988 das Best-of-Album Smashes, Thrashes & Hits veröffentlichte, befand sich darauf eine Neuaufnahme des Titels, der hier jedoch nicht von Peter Criss, sondern von Eric Carr gesungen wurde – für die Produktion wurde lediglich die Gesangsspur des ursprünglich 1976 aufgenommenen Titels durch die von Carr gesungene Version ersetzt. Die Aufnahme seines Gesangs erfolgte im selben Studio, in dem Peter Criss den Titel aufgenommen hatte.
Peter Criss nahm den Song selber auch noch einmal auf, nämlich 1993 für die selbstbetitelte EP seiner Band Criss.
In der US-amerikanischen Erfolgsserie „Glee“ wird „Beth“ in der Episode „Viel Theater!“ von Mark Salling und Cory Monteith ebenfalls gecovert.